# Let Me Be There (альбом)
Let Me Be There — третий студийный альбом австралийской певицы и автора песен Оливии Ньютон-Джон. Первоначально альбом был выпущен в Великобритании в ноябре 1973 года на лейбле Pye International Records под названием Music Makes My Day. Вскоре он был издан лейблом Festival Records уже в Австралии под альтернативным названием Let Me Be There, которое и закрепилось за альбомом. В Соединенных Штатах и Канаде альбом был выпущен с альтернативным списком треков, сочетающим песни из оригинального релиза с треками с предыдущих альбомов Ньютон-Джон.

## Список композиций
| №  | Название                      | Автор(ы)                                 | Длительность |
| -- | ----------------------------- | ---------------------------------------- | ------------ |
| 1. | «Take Me Home, Country Roads» | Билл Дэнофф, Тэффи Ниверт, Джон Денвер   | 3:22         |
| 2. | «Amoureuse»                   | Вероник Сансон, Гэри Осборн              | 3:40         |
| 3. | «Brotherly Love»              | Джон Фаррар                              | 3:21         |
| 4. | «Heartbreaker»                | Расс Баллард                             | 2:32         |
| 5. | «Rosewater»                   | Оливия Ньютон-Джон                       | 5:05         |
| 6. | «You Ain’t Got the Right»     | Деннис Локоррьер, Рэй Сойер, Рон Хаффкин | 3:31         |

| №  | Название                  | Автор(ы)                    | Длительность |
| -- | ------------------------- | --------------------------- | ------------ |
| 1. | «Feeling Best»            | Глен Шоррок                 | 3:22         |
| 2. | «Being on the Losing End» | Карл Гросзманн, Глинн Джонс | 3:43         |
| 3. | «Let Me Be There»         | Джон Ростилл                | 3:03         |
| 4. | «Music Makes My Day»      | Джон Фаррар                 | 3:14         |
| 5. | «Leaving»                 | Даг Флетт, Гай Флетчер      | 3:52         |
| 6. | «If We Try»               | Дон Маклин                  | 3:24         |

## Чарты
| Чарт (1974)                        | Высшая позиция |
| ---------------------------------- | -------------- |
| Великобритания (UK Albums Chart)   | 37             |
| Канада (RPM Top Albums/CDs)        | 39             |
| США (Billboard 200)                | 54             |
| США (Billboard Top Country Albums) | 1              |
| Япония (Oricon)                    | 25             |

| Чарт (1974)                        | Позиция |
| ---------------------------------- | ------- |
| США (Billboard Top Country Albums) | 2       |
| США (Cash Box Top Country Albums)  | 4       |

## Сертификации и продажи
| Регион                                                      | Сертификация | Продажи  |
| ----------------------------------------------------------- | ------------ | -------- |
| Канада (Music Canada)                                       | Платиновый   | 100 000^ |
| США (RIAA)                                                  | Золотой      | 500 000^ |
| ^ Данные о тиражах приведены только на основе сертификации. |              |          |